# Agalenatea
Agalenatea is een geslacht van spinnen uit de  familie van de wielwebspinnen (Araneidae).

## Soorten
- Agalenatea liriope (L. Koch, 1875)
- Agalenatea redii (Scopoli, 1763) (Brede wielwebspin)